# Xyrichtys niger
 Xyrichtys niger és una espècie de peix de la família dels làbrids i de l'ordre dels perciformes.

## Morfologia
Els mascles poden assolir els 16,2 cm de longitud total.

## Distribució geogràfica
Es troba des del Mar Roig fins a les Filipines, el Japó i les Hawaii.